# Lorenz Justin Ritz

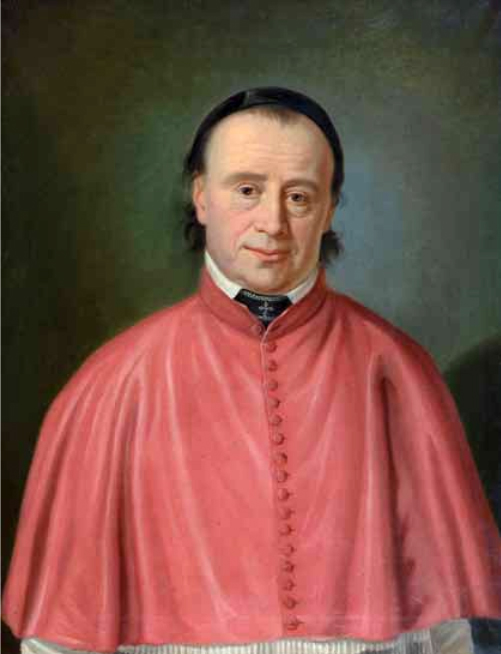
Porträt eines Kanonikers

Lorenz Justin Ritz (* 5. September 1796 in Niederwald VS; † 30. Januar 1870 in Sitten) war ein Schweizer Porträt- und Kirchenmaler.

## Leben
Lorenz Justin Ritz wurde als drittjüngstes von zehn Kindern des Josef Ignaz Ritz und der Katharina Schwick im "Schloss" in Niederwald geboren und auf die Namen Joseph Lorenz Leo getauft. Ursprünglich von den Eltern zum Beruf eines Metzgers bestimmt, wurde Ritz von 1811 bis 1812 Lehrling beim Fassmaler und Vergolder Joseph Meinrad Birchler in Einsiedeln.
1816 besuchte er die städtische Zeichenschule von Genf. Von 1816 bis 1819 war er Schüler beim Historien- und Porträtmaler Xaver Hecht (1757–1835) in Willisau. Ritz studierte ab dem 27. September 1819 an der Königlichen Akademie der Künste in München und von 1821 bis 1822 an der Akademie St. Anna in Wien. Nach dem Studium 1822 kehrte Ritz ins Wallis zurück und wurde als Zeichenlehrer am Jesuitenkollegium in Brig tätig.
1826 heiratete er Josefa-Klara Kaiser aus Stans, er wurde Vater von vier Kindern, darunter  der Maler Raphael Ritz. Von 1832 bis 1851 beschäftigte sich Ritz mit dem Malen von Altarbildern. 1839 gab er eine Serie von Veduten mit Ansichten des Wallis heraus. 1839 zog er mit der Familie nach Sitten, wo er eine private Zeichenschule eröffnete. Nach dem Tod seiner Ehefrau im Jahre 1842 heiratete Ritz 1846 Marguerite de Torrenté. Von 1848 bis 1866 war er als Zeichenlehrer in Sitten, von 1849 bis 1853 auch in Brig tätig.
Lorenz Justin Ritz war als Porträtmaler bekannt, in seinem Leben schuf er etwa 650 Bildnisse. Er führte von 1818 bis 1870 ein Verzeichnis der von ihm porträtierten Personen. Er hinterliess auch seine Memoiren Notizen zu meinem Leben für meine lieben Kinder.

## Werke
- Notizen aus meinem Leben. Aufzeichnungen des Walliser Malers Lorenz Justin Ritz (1796-1870). In: Vallesia 1961, S. 1–224 (Digitalisat).
  - Notes sur ma vie à l’intention de mes chers enfants. (Notizen zu meinem Leben für meine lieben Kinder.) Übersetzt von Félix Carruzzo. Editions Monographic, Sierre 1994.